# Ermengarda d'Hesbaye
Ermengarda d'Hesbaye (vers 778-818) fou reina d'Aquitània (798-814) i emperadriu (814-818), filla del comte Ingram (Enguerrand) d'Haspengouw, nebot de Rotruda, l'esposa de Carles Martell. Era neta de sant Crodegand, esmentat com a 37è bisbe de Metz (742-766)
El 798 es va casar amb Lluís el Pietós (que tenia vint anys com la seva esposa). El matrimoni es va fer probablement a Tolosa poc després de la dieta de Tolosa (798). Va tenir quatre fills:
- Lotari I (795 - † 855)
- Pipí I d'Aquitània (vers 797 - † 838)
- Hildegarda (vers 803 - † 857), abadessa de l'abadia de Saint-Jean de Laon
- Lluís II el Germànic (vers 806 - † 876).

Va morir el 3 d'octubre del 818 a Angers en el curs d'una inspecció junt amb el seu marit, tres dies després de posar-se malalta. Fou enterrada a Angers.